# 理文化工
理文化工有限公司，簡稱理文化工（英語：Lee & Man Chemical Company Limited，港交所：0746），於1980年由理文集團有限公司於江苏省常熟市经济开发区沿江工业园兴港路（總部）設立，業務在國內經營生產及銷售二氯甲烷、三氯甲烷等化工產品。
現時董事長和總裁為衛少琦。而股份則在2003年8月19日則由理文手袋國際有限公司換取上市。

## 體育產業
- 將軍澳理文

## 連結
- Leeman.com.hk